# Polinoamele lui Laguerre
În matematică, polinoamele Laguerre, numite astfel în cinstea lui Edmond Laguerre (1834 - 1886), sunt soluțiile canonice ale ecuației Laguerre:
{\displaystyle x\,y''+(1-x)\,y'+n\,y=0\,}
care este o ecuație diferențială liniară de ordinul al doilea.
Această ecuație diferențială are soluții nesingulare numai dacă n este un întreg nenegativ.
Aceste polinoame, notate de regulă cu {\displaystyle L_{0},L_{1},\dots }, formează un șir polinomial ce poate fi definit prin formula Rodrigues
{\displaystyle L_{n}(x)={\frac {e^{x}}{n!}}{\frac {d^{n}}{dx^{n}}}\left(e^{-x}x^{n}\right).}
Ele sunt ortogonale unul pe celălalt în raport cu produsul scalar dat de
{\displaystyle \langle f,g\rangle =\int _{0}^{\infty }f(x)g(x)e^{-x}\,dx.}
Șirul polinoamelor Laguerre este un șir Sheffer.
Polinoamele Laguerre apar în mecanica cuantică, în partea radială a soluției ecuației Schrödinger pentru atomul cu un electron.
Fizicienii folosesc adesea o definiție a polinoamelor Laguerre mai mare cu un factor de {\displaystyle (n!)}, decât definiția folosită aici.

## Primele polinoame
Acestea sunt primele polinoame Laguerre:

Primele şase polinoame Laguerre

| n | {\displaystyle L_{n}(x)\,}                                                                              |
| 0 | {\displaystyle 1\,}                                                                                     |
| 1 | {\displaystyle -x+1\,}                                                                                  |
| 2 | {\displaystyle {\scriptstyle {\frac {1}{2}}}(x^{2}-4x+2)\,}                                             |
| 3 | {\displaystyle {\scriptstyle {\frac {1}{6}}}(-x^{3}+9x^{2}-18x+6)\,}                                    |
| 4 | {\displaystyle {\scriptstyle {\frac {1}{24}}}(x^{4}-16x^{3}+72x^{2}-96x+24)\,}                          |
| 5 | {\displaystyle {\scriptstyle {\frac {1}{120}}}(-x^{5}+25x^{4}-200x^{3}+600x^{2}-600x+120)\,}            |
| 6 | {\displaystyle {\scriptstyle {\frac {1}{720}}}(x^{6}-36x^{5}+450x^{4}-2400x^{3}+5400x^{2}-4320x+720)\,} |

## Ca integrală pe contur
Aceste polinoame pot fi exprimate sub formă de integrală pe contur
{\displaystyle L_{n}(x)={\frac {1}{2\pi i}}\oint {\frac {e^{-xt/(1-t)}}{(1-t)\,t^{n+1}}}\;dt}
unde conturul este unul închis, ce ocolește originea în sens trigonometric.

## Definiție recursivă
Polinoamele Laguerre se pot defini recursiv, exprimând primele două polinoame ca
{\displaystyle L_{0}(x)=1\,}
{\displaystyle L_{1}(x)=1-x\,}
și apoi folosind relația de recurență pentru orice {\displaystyle k\geq 1}:
{\displaystyle L_{k+1}(x)={\frac {1}{k+1}}{\bigg (}(2k+1-x)L_{k}(x)-kL_{k-1}(x){\bigg )}}

## Polinoame Laguerre generalizate
Proprietatea de ortogonalitate enunțată mai sus este echivalentă cu a spune dă dacă X este o variabilă aleatoare cu distribuție exponențială cu funcția de densitate de probabilitate
{\displaystyle f(x)=\left\{{\begin{matrix}e^{-x}&{\mbox{if}}\ x>0,\\0&{\mbox{if}}\ x<0,\end{matrix}}\right.}
atunci
{\displaystyle E(L_{n}(X)L_{m}(X))=0\ {\mbox{dc.}}\ n\neq m.}
Distribuția exponențială nu este singura distribuție gamma. Un șir de polinoame ortogonale în raport cu distribuția gamma a căror funcție de densitate de probabilitate este, pentru {\displaystyle \alpha >-1},
{\displaystyle f(x)=\left\{{\begin{matrix}x^{\alpha }e^{-x}/\Gamma (1+\alpha )&{\mbox{if}}\ x>0,\\0&{\mbox{if}}\ x<0,\end{matrix}}\right.}
este dat de rafinarea ecuației Rodrigues pentru polinoamele Laguerre generalizate:
{\displaystyle L_{n}^{(\alpha )}(x)={x^{-\alpha }e^{x} \over n!}{d^{n} \over dx^{n}}\left(e^{-x}x^{n+\alpha }\right).}
Acestea sunt uneori numite polinoame asociate Laguerre. Polinoamele Laguerre simple sunt recuperate din cele generalizate punând {\displaystyle \alpha =0}:
{\displaystyle L_{n}^{(0)}(x)=L_{n}(x).}
Polinoamele asociate Laguerre sunt ortogonale peste {\displaystyle [0,\infty )} în raport cu funcția pondere {\displaystyle x^{\alpha }e^{-x}}:
{\displaystyle \int _{0}^{\infty }e^{-x}x^{\alpha }L_{n}^{(\alpha )}(x)L_{m}^{(\alpha )}(x)dx={\frac {\Gamma (n+\alpha +1)}{n!}}\delta _{nm}.}
Următoarea integrală este necesară pentru tratarea atomului de hidrogen în mecanica cuantică,
{\displaystyle \int _{0}^{\infty }e^{-x}x^{\alpha +1}\left[L_{n}^{(\alpha )}\right]^{2}dx={\frac {(n+\alpha )!}{n!}}(2n+\alpha +1).}
Polinoamele asociate Laguerre se supun următoarei ecuații diferențiale:
{\displaystyle xL_{n}^{(\alpha )\prime \prime }(x)+(\alpha +1-x)L_{n}^{(\alpha )\prime }(x)+nL_{n}^{(\alpha )}(x)=0.\,}
Ele respectă următoarea relație de recurență pentru {\displaystyle n\geq 1}:
{\displaystyle L_{n+1}^{(\alpha )}(x)={\frac {1}{n+1}}{\bigg (}(2n+1+\alpha -x)L_{n}^{(\alpha )}(x)-(n+\alpha )L_{n-1}^{(\alpha )}(x){\bigg )}.}
Două alte relații de recurență utile sunt
{\displaystyle L_{n+1}^{(\alpha )}(x)=L_{n+1}^{(\alpha -1)}(x)+L_{n}^{(\alpha )}(x),}
{\displaystyle L_{n+1}^{(\alpha )}(x)={\frac {1}{n+1}}{\bigg (}(n+1+\alpha )L_{n}^{(\alpha )}(x)-xL_{n}^{(\alpha +1)}(x){\bigg )}.}

### Exemple de polinoame Laguerre generalizate
Polinomul Laguerre generalizat de gradul {\displaystyle n} este (rezultat din aplicarea teoremei lui Leibniz pentru derivarea produsului asupra formulei Rodrigues)
{\displaystyle L_{n}^{(\alpha )}(x)=\sum _{m=0}^{n}{n+\alpha  \choose n-m}{\frac {(-x)^{m}}{m!}}}
de unde se observă că coeficientul termenului dominant este {\displaystyle (-1)^{n}/n!} iar termenul liber (care este și valoarea în origine) este {\displaystyle {n+\alpha  \choose n}.}
Primele polinoame Laguerre generalizate sunt:
{\displaystyle L_{0}^{(\alpha )}(x)=1}
{\displaystyle L_{1}^{(\alpha )}(x)=-x+\alpha +1}
{\displaystyle L_{2}^{(\alpha )}(x)={\frac {x^{2}}{2}}-(\alpha +2)x+{\frac {(\alpha +2)(\alpha +1)}{2}}}
{\displaystyle L_{3}^{(\alpha )}(x)={\frac {-x^{3}}{6}}+{\frac {(\alpha +3)x^{2}}{2}}-{\frac {(\alpha +2)(\alpha +3)x}{2}}+{\frac {(\alpha +1)(\alpha +2)(\alpha +3)}{6}}}

### Derivatele polinoamelor Laguerre generalizate
Derivarea de {\displaystyle k} ori a reprezentării ca serie de puteri a polinomului Laguerre generalizat conduce la
{\displaystyle {\frac {\mathrm {d} ^{k}}{\mathrm {d} x^{k}}}L_{n}^{(\alpha )}(x)=(-1)^{k}L_{n-k}^{(\alpha +k)}(x)\,.}

## Relația cu polinoamele Hermite
Polinoamele Laguerre generalizate sunt legate de polinoamele Hermite:
{\displaystyle H_{2n}(x)=(-1)^{n}\ 2^{2n}\ n!\ L_{n}^{(-1/2)}(x^{2})}
și
{\displaystyle H_{2n+1}(x)=(-1)^{n}\ 2^{2n+1}\ n!\ x\ L_{n}^{(1/2)}(x^{2})}
unde {\displaystyle H_{n}(x)} sunt polinoamele Hermite bazate pe funcția pondere {\displaystyle \exp {(-x^{2})}}, așa-numita "versiunea fizicienilor".
Din acest motiv, polinoamele Laguerre generalizate apar în tratamentul oscilatorului cuantic armonic.

## Relația cu funcțiile hipergeometrice
Polinoamele Laguerre pot fi definite în termeni de funcții hipergeometrice, anume de funcții hipergeometrice confluente, ca
{\displaystyle L_{n}^{(\alpha )}(x)={n+\alpha  \choose n}M(-n,\alpha +1,x)={\frac {(\alpha +1)_{n}}{n!}}\,_{1}F_{1}(-n,\alpha +1,x)}
unde {\displaystyle (a)_{n}} este simbolul Pochhammer (care în acest caz reprezintă factorialul crescător).